# ラリー・ナンス・ジュニア
ラリー・ドネル・ナンス・ジュニア（Larry Donnell Nance Jr.、1993年1月1日 - ）は、アメリカ合衆国・オハイオ州アクロン出身のプロバスケットボール選手。NBAのアトランタ・ホークスに所属している。ポジションはセンターまたはパワーフォワード。

## 来歴

### 生い立ち
オハイオ州の高校卒業後、アメリカ西部で構成されるマウンテン・ウェスト・カンファレンス所属のワイオミング大学に進学。3年生の2013-14シーズンから得点が上がり、平均15得点以上を記録し、同カンファレンスのファーストチームに2年連続で選出され、ディフェンス面でも2015年に最優秀守備選手賞に選出されるなど、NBAのスカウト陣からも注目される存在となり、2015年のNBAドラフトにて1巡目全体27位でロサンゼルス・レイカーズから指名された。

### NBA

#### ロサンゼルス・レイカーズ
2015年11月6日のブルックリン・ネッツ戦でNBAデビュー。12月7日からジュリアス・ランドルに代わりスターターに抜擢され、同月27日のメンフィス・グリズリーズ戦で17得点、11リバウンドを記録し、自身初となるダブル・ダブルを達成した。

#### クリーブランド・キャバリアーズ
2018年2月8日にアイザイア・トーマス、チャニング・フライ、2018年のドラフト1巡目指名権とのトレードでジョーダン・クラークソンと共にクリーブランド・キャバリアーズへ
移籍した。加入後しばらくして、父からNBAへの要請により永久欠番の背番号「22」への変更が認められた。ケビン・ラブやトリスタン・トンプソンの控えとしてNBAファイナル出場に貢献した。
10月15日にキャバリアーズとの4年総額4,480万ドルの延長契約に合意した。2018年12月18日のインディアナ・ペイサーズ戦で当時キャリアハイとなる16リバウンドを含む15得点、6アシスト、3スティールを記録し、ブザービーターとなるチップインを決めた。翌年2月8日のワシントン・ウィザーズ戦でキャリアハイをさらに更新する19リバウンドを記録した。
2020-21シーズンは怪我の影響もあり35試合の出場に止まったが、平均9.0得点、6.0リバウンド、3.0アシスト、1.5スティール以上を残した5人の選手の内の1人となり多彩なプレイヤーとして存在感を示した。

#### ポートランド・トレイルブレイザーズ
2021年8月28日に3チーム間が絡むトレードでポートランド・トレイルブレイザーズへ移籍した。

#### ニューオーリンズ・ペリカンズ
2022年2月8日にジョシュ・ハート、ニキール・アレクサンダー＝ウォーカー、トマシュ・サトランスキー、マルコス・ロウザダ・シルバ、複数のドラフト指名権とのトレードでCJ・マッカラム、トニー・スネルと共にニューオーリンズ・ペリカンズへ移籍した。
2022年10月1日にペリカンズと2年総額2,160万ドルの延長契約に合意した。

#### アトランタ・ホークス
2024年7月6日にデジャンテ・マレーとのトレードでE・J・リデル、ダイソン・ダニエルズ、コディ・ゼラー、2025年のドラフト1巡目指名権、2027年のドラフト条件付き1巡目指名権と共にアトランタ・ホークスへ移籍した。

## 家族
父は同姓同名の元NBA選手のラリー・ナンスで、NBAオールスターゲーム出場3回を誇り、NBAスラムダンクコンテスト初代チャンピオンとして知られている。現役時代はフェニックス・サンズとクリーブランド・キャバリアーズで活躍し、キャバリアーズで着用していた背番号 "22" は、永久欠番に認定されている。弟のピート・ナンスもバスケットボール選手である。

## 人物・エピソード
サッカー観戦が好きで、人生初のサッカー観戦は、レイカーズ在籍時でのロサンゼルス・ギャラクシーの試合である。2023年にはサンフランシスコ・フォーティナイナーズの投資部門であるフォーティナイナーズ・エンタープライズの一員としてリーズ・ユナイテッドFCの共同オーナーとなった。

## 個人成績

### NBA

#### レギュラーシーズン
| シーズン  | チーム | GP  | GS  | MPG  | FG%  | 3P%  | FT%   | RPG | APG | SPG | BPG | TO  | PPG  |
| --------- | ------ | --- | --- | ---- | ---- | ---- | ----- | --- | --- | --- | --- | --- | ---- |
| 2015–16   | LAL    | 63  | 22  | 20.1 | .527 | .100 | .681  | 5.0 | .7  | .9  | .4  | .7  | 5.5  |
| 2016–17   | LAL    | 63  | 7   | 22.9 | .526 | .278 | .738  | 5.9 | 1.5 | 1.3 | .6  | .9  | 7.1  |
| 2017–18   | LAL    | 42  | 17  | 22.0 | .601 | .250 | .632  | 6.8 | 1.4 | 1.4 | .5  | 1.0 | 8.6  |
| 2017–18   | CLE    | 24  | 10  | 20.8 | .550 | .125 | .720  | 7.0 | 1.0 | 1.2 | .8  | .4  | 8.9  |
| 2017-18計 | CLE    | 66  | 27  | 21.5 | .581 | .167 | .664  | 6.8 | 1.2 | 1.3 | .6  | .8  | 8.7  |
| 2018–19   | CLE    | 67  | 30  | 26.8 | .520 | .337 | .716  | 8.2 | 3.2 | 1.5 | .6  | 1.4 | 9.4  |
| 2019–20   | CLE    | 56  | 10  | 26.3 | .531 | .352 | .676  | 7.3 | 2.2 | 1.0 | .4  | 1.1 | 10.1 |
| 2020–21   | CLE    | 35  | 27  | 31.2 | .471 | .360 | .612  | 6.7 | 3.1 | 1.7 | .5  | 1.6 | 9.3  |
| 2021–22   | POR    | 37  | 11  | 23.2 | .515 | .306 | .653  | 5.6 | 2.0 | 1.0 | .4  | .7  | 6.9  |
| 2021–22   | NOP    | 9   | 0   | 20.2 | .551 | .500 | 1.000 | 4.3 | .9  | .6  | .8  | 1.1 | 7.3  |
| 2021-22計 | NOP    | 46  | 11  | 22.6 | .522 | .329 | .702  | 5.4 | 1.8 | .9  | .4  | .8  | 7.0  |
| 2022–23   | NOP    | 65  | 1   | 21.2 | .610 | .333 | .696  | 5.4 | 1.8 | .9  | .6  | .6  | 6.8  |
| 2023–24   | NOP    | 61  | 0   | 19.9 | .573 | .415 | .770  | 5.0 | 1.9 | 1.0 | .3  | .8  | 5.7  |
| 2024–25   | ATL    | 24  | 3   | 19.3 | .516 | .447 | .692  | 4.3 | 1.6 | .8  | .5  | .7  | 8.5  |
| 通算      | 通算   | 546 | 137 | 23.1 | .539 | .353 | .696  | 6.1 | 1.9 | 1.1 | .5  | .9  | 7.7  |

#### プレーオフ
| シーズン | チーム | GP | GS | MPG  | FG%  | 3P%  | FT%  | RPG | APG | SPG | BPG | TO  | PPG |
| -------- | ------ | -- | -- | ---- | ---- | ---- | ---- | --- | --- | --- | --- | --- | --- |
| 2018     | CLE    | 20 | 0  | 15.4 | .683 | .000 | .452 | 4.5 | .9  | .8  | .7  | .6  | 4.8 |
| 2022     | NOP    | 6  | 0  | 21.7 | .564 | .222 | .818 | 5.8 | 1.8 | .5  | .3  | 1.0 | 9.2 |
| 2024     | NOP    | 4  | 0  | 21.1 | .588 | .250 | .667 | 8.3 | 1.8 | .5  | .0  | 1.8 | 6.3 |
| 通算     | 通算   | 30 | 0  | 17.4 | .629 | .214 | .563 | 5.3 | 1.2 | .7  | .5  | .8  | 5.9 |

### カレッジ

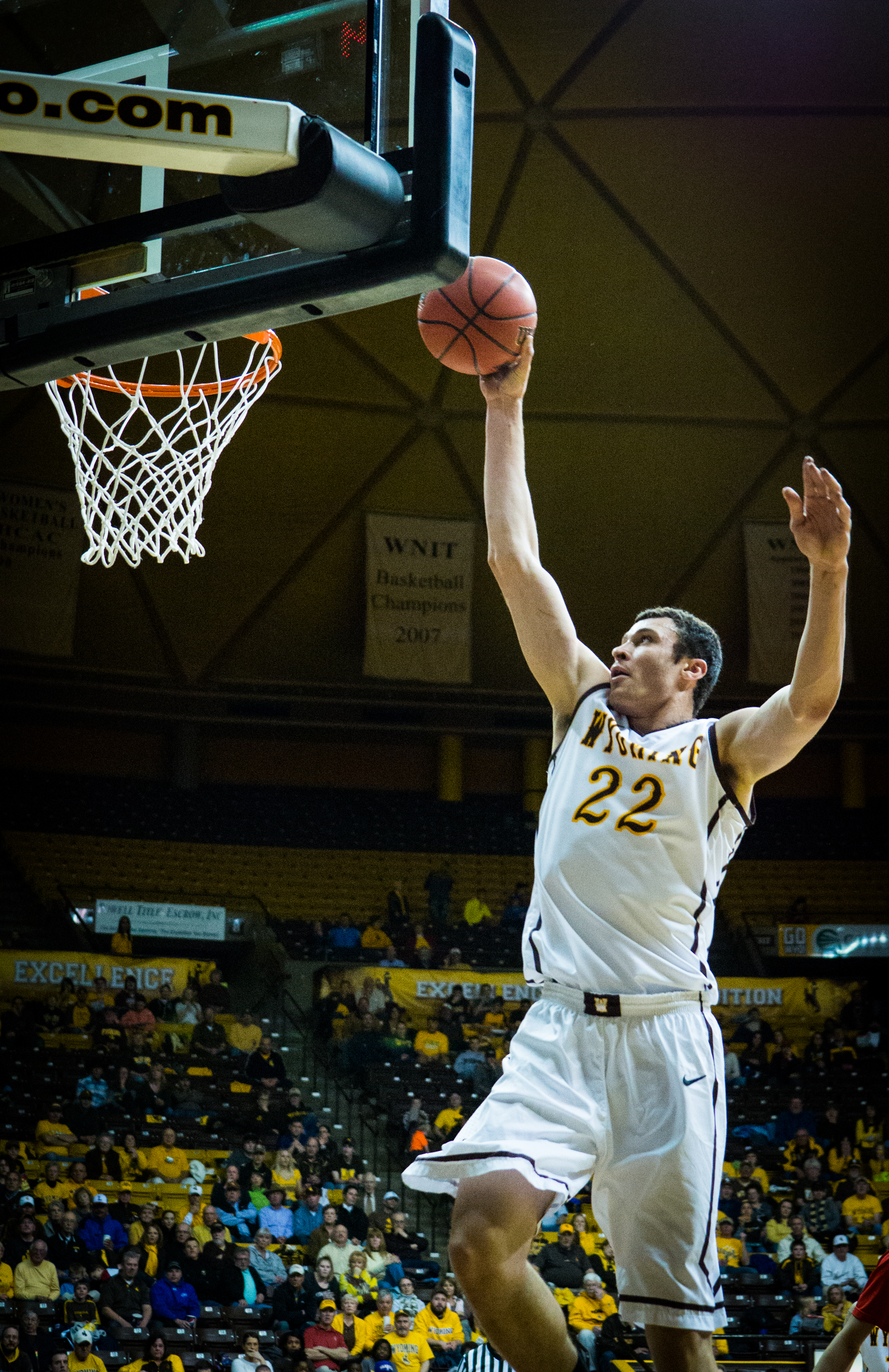
2014年のナンス

| シーズン | チーム       | GP  | GS | MPG  | FG%  | 3P%  | FT%  | RPG | APG | SPG | BPG | PPG  |
| -------- | ------------ | --- | -- | ---- | ---- | ---- | ---- | --- | --- | --- | --- | ---- |
| 2011–12  | ワイオミング | 33  | 0  | 17.9 | .462 | .333 | .814 | 4.0 | .4  | .8  | .6  | 4.1  |
| 2012–13  | ワイオミング | 33  | 33 | 32.0 | .533 | .345 | .750 | 6.9 | 1.2 | 1.3 | .7  | 10.7 |
| 2013–14  | ワイオミング | 26  | 26 | 34.7 | .544 | .243 | .758 | 8.6 | 1.6 | 1.4 | 2.1 | 15.4 |
| 2014–15  | ワイオミング | 31  | 31 | 34.9 | .514 | .333 | .786 | 7.2 | 2.5 | 1.2 | 1.2 | 16.1 |
| 通算     | 通算         | 123 | 90 | 29.5 | .521 | .308 | .771 | 6.6 | 1.4 | 1.1 | 1.1 | 11.3 |

## 背番号
- 7 (2016 - 2018年、レイカーズ時代)
- 22  (2018 - 2021年、キャバリアーズ時代)
- 11 (2021 - 2022年、トレイルブレイザーズ時代)
- 22 (2022 - 、現在)